# Дацко, Антон Владимирович
Антон Владимирович Дацко (род. 24 мая 1983 года) — украинский фехтовальщик, мастер спорта Украины международного класса, многократный призёр и победитель чемпионатов и Кубков Украины, Европы и мира в личных и командных соревнованиях, призёр летних Паралимпийских игр 2012 и 2016 года. Начиная с 2011 года занимал призовые места на всех соревнованиях, в которых принимал участие. Сегодня у Антона насчитывается более сотни наград.
Занимается в секции фехтования Львовского областного центра «Инваспорт».

## Биография
Антон Дацко родился 24 мая 1983 года в городе Буск Львовской области.
В 1990 году начал обучение в буской ООШ № 1. Пробовал себя в разных видах, но это были временные увлечения. В возрасте 16 лет произошёл несчастный случай: Дацко забравшись на дерево, не заметил линий электропередач. Врачи поставили диагноз — травма позвоночника грудного отдела, однако юноша вернулся в школу, которую окончил в 2000 году.
После окончания школы пытался поступить в Каменец-Подольский планово-экономический техникум-интернат на менеджера по туризму. В 2001 году парень в самборское училище-интернат швейников. Обучение закончил в 2003 году, после чего ему предложили работу на львовском швейном предприятии «Силуэт».
В 2013 году поступил в Национальный университет кораблестроения имени адмирала Макарова на заочную форму обучения, где учится на тренера.

### Спортивная карьера
Спортивная карьера Антона Дацко началась в 2000—2001 годах, когда он принял участие в рекреационных играх и лагере активной реабилитации. Важным событием в жизни парня стало знакомство с тренером по фехтованию на колясках — Андреем Витальевичем Колесниковым.
В сентябре 2003 года начал заниматься фехтованием на колясках. В 2004 году выиграл первую награду, третье место в категории «В» на рапире на открытом чемпионате Польши; также принял участие в этапе Кубка мира в Варшаве (Польша). В мае 2005 года на этапе Кубка мира в Лонато (Италия) вошёл в восьмерку лучших. В ноябре занял третье место в категории «В» на рапире на чемпионате Европы.
В январе 2008 года занял второе место в категории «В» на рапире на этапе Кубка мира в Мальхове (Германия). В 2010 году занял первое место в категории «В» на рапире на этапе Кубка мира в Эгере (Венгрия); второе место на чемпионате мира в Париже (Франция). В 2011 году Антон завоевал титул чемпиона Европы по сабле в Шеффилде (Англия) и чемпиона мира по рапире и сабле в Катании (Италия); стал победителем в Кубке мира по сабле в категории «В».
В 2012 году занял второе место в категории «В» на рапире на Паралимпийских играх в Лондоне (Англия); завоевал Кубок мира по рапире в категории «В». Стал заслуженным мастером спорта по фехтованию на колясках. В 2013 году Антон стал чемпионом мира в команде на сабле в Будапеште (Венгрия), вместе с Андреем Демчуком и Вадимом Цедриком; завоевал Кубок мира по рапире в категория «В». В 2014 году принял участие в чемпионате Европы в Страсбурге (Франция): первое место в категории «В» на рапире, первое место на сабле; первое место на командной сабле. Антон выиграл Гран-при Гонконга-2014 по фехтованию на колясках. В 2015 году на чемпионате мира в Эгере (Венгрия) занял первое место в командной сабле; второе место на рапире в категории «В».
В 2016 году завоевал золото на Паралимпийских играх в Рио-де-Жанейро на сабле. В 2017 году занял первое место на этапе чемпионата мира в Эгере (Венгрия), первое место на этапе Кубка мира по фехтованию на колясках в Пизе (Италия), второе место на чемпионате мира среди рапиристов (категория «В») в Риме (Италия), и третье место в командных соревнованиях, благодаря чему сборная Украины попала в тройку лучших на чемпионате.

## Награды
Награждён Орденами «За заслуги» II (2016) и III (2012) степенями и Почётной грамотой Львовской областной рады (как серебряный призёр XIV Паралимпийских игр в Лондоне).